# 石谷光政
石谷 光政（いしがい みつまさ）は、戦国時代から安土桃山時代にかけての武将。奉公衆。出家して空然（くうねん）と号し、石谷空然の名でも知られる。

## 生涯
石谷氏は美濃国方県郡石谷村（現岐阜市石谷）を本貫地とし、土岐氏の支流で清和源氏の流れを汲む。
石谷氏はもともと足利将軍家に代々仕えた奉公衆の1つであるが、光政は実は室町幕府第13代将軍・足利義輝の庶子であるともされ、親政を目指した義輝の側近として活躍した。ただし、光政は義輝とほぼ同年代かむしろ年長と考えられ、子とするには少々無理があるのでこれは誤伝であろう。
光政は男子に恵まれなかったので、同族の土岐氏支流の明智氏の縁者である斎藤利賢の長男・頼辰を養嗣子として迎えて、長女を娶らせた。永禄6年（1563年） には蜷川親長の仲介で、次女を土佐国の戦国大名・長宗我部元親に嫁がせた。
永禄8年（1565年）、義輝が松永久秀・三好三人衆に暗殺されたことから、娘の嫁ぎ先である長宗我部家を頼って土佐に渡った。以後、娘婿である元親に仕え、実家の斎藤氏を頼って明智光秀の家臣となった頼辰を介して、織田信長との取次役を務めた。
没年も不明だが、『石谷家文書』にある天正12年（1584年）付けの細川信良の書状が空然・頼辰の連名の宛名であることから、この頃までは生存していたようだ。